# Vicari general

Model d'escut d'armes dels vicaris generals.

El vicari general (antigament ardiaca) és el diputat principal del bisbe d'una diòcesi per a l'exercici de l'autoritat administrativa i posseeix el títol de “corrent ordinari”. Com a vicari del bisbe, el vicari general exerceix el poder executiu ordinari del bisbe sobre tota la diòcesi i, per tant, és el màxim oficial d'una diòcesi o d'una altra església particular després del bisbe diocesà o del seu equivalent en dret canònic. El títol normalment només passa a les esglésies cristianes occidentals, com ara l'Església llatina de l'Església catòlica i la comunió anglicana. Entre les esglésies orientals, l'Església de Kerala, Mar Thoma Syria, utilitza aquest títol i continua sent una excepció. El títol per a l'oficial equivalent a les esglésies orientals és syncellus i protosyncellus.
El terme és utilitzat per molts ordes religiosos d'homes d'una manera similar, designant l'autoritat en l'orde després del seu “superior general”.

## Església catòlica
A l'església catòlica un bisbe ha de nomenar almenys un vicari general al seu bisbat, però en pot nomenar més d'un. El vicari general en virtut d'oficina és l'agent del bisbe a l'administració, que actua com a segon al comandament per a assumptes executius diocesans. Un sacerdot en un despatx separat, el vicari judicial, compleix un paper similar pel que fa a l'exercici del poder judicial ordinari de governança a la diòcesi que normalment s'exerceix en els tribunals eclesiàstics. Els vicaris generals han de ser sacerdots, bisbes auxiliars o coadjutor bisbes: si existeix un bisbe coadjutor per a una diòcesi, el bisbe diocesà ha de nomenar-lo com a vicari general. Altres bisbes auxiliars solen ser nomenats vicaris generals o almenys vicaris episcopals. Un vicari general és ordinari i, com a tal, adquireix els seus poders en virtut d'oficina i no per delegació. Es posseeix un doctorat o almenys una llicenciatura en dret canònic (JCL, JCD) o teologia (STL, STD) o ser veritablement expert en aquests camps.
El vicari episcopal, igualment titulat, comparteix en el poder executiu ordinari del bisbe com el vicari general, tret del fet que l'autoritat del vicari episcopal normalment s'estén només a una secció geogràfica particular d'una diòcesi o sobre determinats assumptes específics. Aquests podrien incloure qüestions relatives als instituts religiosos o als fidels d'un ritu diferent. Aquests també han de ser sacerdots o bisbes auxiliars. L'oficial equivalent a les Esglésies Orientals s'anomena Syncellus.
Els sacerdots designats com vicaris general o vicaris episcopals són designats o eliminats lliurement pel bisbe diocesà, i són designats per un temps fix. Perden la seva oficina quan expira el termini, o quan la seu episcopal queda vacant. Els bisbes auxiliars també poden ser retirats de l'oficina del vicari general, però almenys ha de ser nomenat vicari episcopal. Un bisbe auxiliar que és un vicari episcopal o un bisbe coadjutor que és vicari general només pot ser retirat del càrrec per una greu raó. De la mateixa manera, mentre perden el càrrec de vicari general o vicari episcopal de la seu, vacants, conserven els poders de l'oficina -especialment, aquells poders que encara es poden exercir mentre la seu és vacant- fins que el bisbe successor assumeixi la diòcesi. Un bisbe coadjutor té dret a la successió, de manera que si la verda es deixa vacant, es converteix immediatament en el bisbe diocesà. Aquestes oficines no s'han de confondre amb el vicari forà o "degà / arxipreste", ja que aquests vicaris no tenen poder executiu ordinari.
El nomenament d'un vicari general és també una eina útil per al bisbe diocesà que té funcions addicionals vinculades al seu episcopat. L'exemple més notable és a la diòcesi de Roma. El Papa és "d'ofici" el bisbe diocesà de Roma, però passa la major part del seu temps governant l'Església Llatina i l'Església Catòlica mundial. El seu vicari general, per tant, funciona com a bisbe de facto de la diòcesi. El vicari general de Roma també serveix el mateix paper per a la suburbicària d'Òstia, la tradicional figura del Degà del Col·legi de Cardenals, des que es va fusionar amb la diòcesi de Roma. El vicari general de Roma, que normalment és cardenal, conegut com a cardenal vicari, és un dels pocs responsables de l'església a Roma per romandre a la seu de l'oficina vacant. L'actual Vicari General de Roma és el cardenal Angelo De Donatis.
Un exemple similar es troba als Estats Units. L'arquebisbe de Nova York també funcionava com a ordinari dels serveis militars de la Primera Guerra Mundial fins als anys 80: a més de ser responsable de l'arxidiòcesi de Nova York, el mateix arquebisbe també era responsable de l'ordinariat militar. Això tenia l'estatut de vicariat apostòlic, i funcionava com a equivalent a una diòcesi definida per la qualitat (és a dir, tots els membres catòlics dels militars dels EUA i els seus dependents) i no per la geografia. L'arquebisbe tenia dues administracions separades, per tant, i dos conjunts de vicaris generals per administrar cadascun. Aquest acord va acabar amb l'establiment de l'arxidiòcesi totalment separada per als serveis militars, EUA.

## Església d'Anglaterra
Els vicaris generals conserven importants funcions administratives i judicials a l'Església d'Anglaterra.
Seguint l'Acta de supremacia de 1534, Enric VIII va designar a Thomas Cromwell com el seu vicari general, una delegació de les potències amb les quals Enric va ser investit per la Llei a conseqüència de convertir-se en cap suprem de l'Església d'Anglaterra.